# Bernhard Eckerstorfer
Bernhard (Andreas) Eckerstorfer, O.S.B. (Linz, 1971), è un presbitero austriaco, giá rettore del Pontificio ateneo Sant'Anselmo di Roma dal 16 dicembre 2019, abate dell'abbazia di Kremsmünster in Austria Superiore.

## Biografia
Dopo essersi diplomato al Liceo "Adalbert Stifter" di Linz e aver svolto il servizio civile presso la Caritas diocesana nella cura dei senzatetto, nel 2000 è entrato nell'abbazia di Kremsmünster e ha assunto il nome religioso di Bernhard.
Ha studiato filosofia, teologia e geografia a Salisburgo, Vienna, negli Stati Uniti d'America e a Roma. Nel 2001 ha conseguito il dottorato di ricerca presso l'Università di Salisburgo con una tesi sul teologo luterano statunitense George Lindbeck intitolata Kirche in der postmodernen Welt der Beitrag George Lindbecks zu einer neuen Verhältnisbestimmung. Dal 2001 al 2003 ha lavorato per il post-dottorato presso il Pontificio ateneo Sant'Anselmo a Roma. Nel 2005 è stato ordinato presbitero. Presso l'abbazia di Kremsmünster ha ricoperto, tra gli altri, gli incarichi di maestro dei novizi, responsabile della pastorale vocazionale, portavoce con la stampa, membro della redazione della rivista benedettina Erbe und Auftrag, insegnante di italiano, religione, geografia ed economia presso il ginnasio collegiale di Kremsmünster e docente presso l'Università Cattolica Privata di Linz e l'Università di Salisburgo.
Dal 2017 è stato membro del comitato scientifico del Pontificio ateneo Sant'Anselmo. A fine ottobre del 2019 la Facoltà di Teologia gli ha conferito il titolo di professore associato. Nel 2019 il collegio professorale dell'ateneo lo ha eletto rettore. Successivamente il gran cancelliere e abate primate Gregory Polan gli ha conferito la nomina. Il 5 dicembre 2019 la Congregazione per l'educazione cattolica ha confermato l'elezione per un quadriennio e ha pubblicato la decisione il 16 dello stesso mese.
Il 25 gennaio 2025 viene comunicata la sua elezione ad abate di Kremsmünster. Segue in tale incarico Dom Ambros Ebhart OSB, abate dal 2007, dimesso per motivo di etá. Riceve la benedzione da parte di Mons. Manfred Scheuer, vescovo di Linz il 30 marzo 2025.

## Opere
- Kirche in der postmodernen Welt. Der Beitrag George Lindbecks zu einer neuen Verhältnisbestimmung, Innsbruck-Vienna, Tyrolia Verlag, 2001,  p. 402, ISBN 978-3-7022-2347-2.
- Symbol einer Gegenwart. (Auf dem Weg zu einer postmodernen Anschauung des Monchtums), in Zeitschrift für katholische Theologie, vol. 126, n. 3, Vienna, Herder, 2004.
- The One Church in the Postmodern World: Reflections on the Life and Thought of George Lindbeck, in Pro Ecclesia: A Journal of Catholic and Evangelical Theology, vol. 13, n. 4, 2004,  pp. 399–423.
- Mönchtum als stellvertretung?, in Zeitschrift für katholische Theologie, vol. 128, n. 1, 2006,  pp. 3–30.
- Dogmatik - TAMBOUR, Hans-Joachim: Theologischer Pragmatismus, Semiotische Uberlegungen zu George A. Lindbecks kulturell-sprachlichem Ansatz, in Theologische Revue, vol. 103, n. 1, Münster, Aschendorff, 2007.
- Unterwegs im Geist des Konzils: 10 Einblicke, Pettenbach, Michaverl, 2014,  p. 132, ISBN 978-3-902961-02-0.
- Youth Culture as a Challenge: Remarks on the Future of Religious Life from Europe, in American Benedictine review, vol. 67, n. 4, 2016,  pp. 423–446.
- Ambros Ebhart, Klaudius Wintz e Christian Brandstätter, Stift Kremsmünster: klösterliches Leben seit 777, Vienna, Brandstätter Verlag, 2017,  p. 207, ISBN 978-3-7106-0021-0.
- Monastic Stabilitas in the World of Today, in American Benedictine review, vol. 69, n. 3, 2018,  pp. 314–329.
- Kleine Schule des Loslassens mit den Weisheiten der Wüstenväter durch den Tag, Innsbruck-Vienna, Tyrolia Verlag, 2019,  p. 135, ISBN 978-3-7022-3737-0.
- Mönchtum der Zukunft, Interviews zum Ordensleben, St.Ottilien, EOS-Verlag, 2020,  p. 378, ISBN 978-3-8306-8012-3.
- con Hans Zollner, Macht und Machtmissbrauch: Erfahrungen und Kriterien, in Erbe und Auftrag, vol. 97, n. 4, Beuroner, Beuroner Kunstverlag, 2021,  pp. 466–478.